# Parelloop 2011
De Parelloop 2011 vond plaats op zondag 3 april 2011. Het was de 23e editie van dit evenement. 
De wedstrijd bij de mannen werd voor de derde maal gewonnen door de Keniaan Micah Kogo, eerder winnaar in 2007 en 2009,  in 27.15. Hij versloeg zijn landgenoot Mike Kigen met elf seconden. Bij de vrouwen zegevierde de Duitse Irina Mikitenko in 32.06. 
Naast de 10 km kende dit evenement ook een loop over 5 km, een studentenloop (2,5) en twee kinderlopen (500 meter en 1 km).

## Wedstrijd
Mannen
| rang   | naam                 | land | tijd  |
| ------ | -------------------- | ---- | ----- |
| Goud   | Micah Kogo           | KEN  | 27.15 |
| Zilver | Mike Kigen           | KEN  | 27.26 |
| Brons  | Mark Kiptoo          | KEN  | 28.13 |
| 4      | Philip Langat        | KEN  | 28.14 |
| 5      | Stanley Salil        | KEN  | 28.24 |
| 6      | El Mostapha Ryad     | BAH  | 28.26 |
| 7      | Patrick Kimeli       | KEN  | 28.27 |
| 8      | Essa Ismael Rashed   | QAT  | 28.28 |
| 9      | Peter Wanjiru        | KEN  | 28.28 |
| 10     | Charles Korir        | KEN  | 28.34 |
| 11     | Noureddin Htaibi     | MAR  | 28.34 |
| 12     | Urige Arado Buta     | ETH  | 28.35 |
| 13     | Abdelhadi El Hachimi | MAR  | 28.59 |
| 14     | Bashir Abdi          | BEL  | 29.01 |
| 15     | Stephen Chelimo      | KEN  | 29.06 |
| 16     | Jamal Baligha        | MAR  | 29.08 |
| 17     | Abdi Nageeye         | NED  | 29.14 |
| 18     | Mohamed Ali Mohamed  | SOM  | 29.25 |
| 19     | Moris Mosima         | KEN  | 29.26 |
| 20     | Thomas Poesiat       | NED  | 29.27 |

Vrouwen
| rang   | naam                     | land | tijd  |
| ------ | ------------------------ | ---- | ----- |
| Goud   | Irina Mikitenko          | GER  | 32.06 |
| Zilver | Elizeba Cherono          | KEN  | 32.45 |
| Brons  | Tabitha Wambui Gichia    | KEN  | 33.00 |
| 4      | Naomi Maiyo              | KEN  | 33.52 |
| 5      | Talam Dorcas             | KEN  | 34.25 |
| 6      | Ilse Pol                 | NED  | 34.26 |
| 7      | Joan Rotich              | KEN  | 34.46 |
| 8      | Alice Jepkemboi          | KEN  | 35.02 |
| 9      | Manuela Soccol           | BEL  | 35.13 |
| 10     | Lindsay van Marrewijk    | NED  | 35.19 |
| 11     | Nadja Wijenberg          | NED  | 35.40 |
| 12     | Silke Optekamp           | GER  | 36.06 |
| 13     | Nina Matthijssen         | NED  | 36.31 |
| 14     | Jeanine van de Klashorst | NED  | 36.58 |
| 15     | Anjolie Engels-Wisse     | NED  | 37.03 |

1989 ·
1990 ·
1991 ·
1992 ·
1993 ·
1994 ·
1995 ·
1996 ·
1997 ·
1998 ·
1999 ·
2000 ·
2001 ·
2002 ·
2003 ·
2004 ·
2005 ·
2006 ·
2007 ·
2008 ·
2009 ·
2010 ·
2011 ·
2012 ·
2013 ·
2014 ·
2015 ·
2016 ·
2017 ·
2018 ·
2019 ·
2020 (afgelast) ·
2021 (afgelast) ·
2022 ·
2023 ·
2024